# Palmares (Alajuela)
Palmares is een stadje (ciudad) en deelgemeente (distrito) in Costa Rica, dat gelegen is in de provincie Alajuela en is tevens de hoofdplaats van de gelijknamige gemeente (cantón). De stad ligt op 1.017 meter boven zeeniveau.